# Melanohalea zopheroa
Melanohalea zopheroa  (лат.) — вид листоватых лишайников семейства Пармелиевые. Впервые официально описан в 1977 году Тэдом Эсслингером как Parmelia zopheroa. Год спустя он  перевёл его в новый род Меланелия, который был создан для коричневых пармелиоидных видов. В 2004 году после того, как первые молекулярно-генетические исследования показали, что род Меланелия не является монофилетичным, был создан род Меланохалеа, описанный лихенологами Оскаром Бланко, Аной Креспо, Прадипом К. Дивакаром, Теодором Эсслингером, Дэвидом Л. Хоксуортом и Х. Торстеном Лумбшем, в который был переведён вид M. zopheroa. Лишайник имеет разобщённое распространение, так как встречается в Южной Америке (Чили) и Новой Зеландии.